# Gwendal Poullennec
Gwendal Poullennec, né en 1979, est un cadre dirigeant de l’entreprise Michelin et l’actuel Directeur international des Guides gastronomiques Michelin pour lesquels il travaille depuis 2004.

## Formation
À sa sortie de l'École supérieure des sciences économiques et commerciales (ESSEC) en 2003, Gwendal Poullennec intègre le Groupe Michelin et après une rapide période de formation au siège à Clermont-Ferrand, il rejoint en 2004 le département des cartes et des guides.

### Ascension professionnelle
En 2014, il est nommé Secrétaire général des Guides Michelin puis Directeur international en 2018, succédant ainsi à Michael Ellis. Il prend ses nouvelles fonctions sous le mandat de Jean-Dominique Senard à la présidence du Groupe Michelin.

## A la tête des Guides Michelin

### Lancement de l’Étoile Verte Michelin
Lancée en France en 2021, l’Étoile Verte est progressivement déployée dans toutes les sélections du Guide Michelin.

### Acquisitions
En 2017, Michelin prend une participation à hauteur de 40% dans le guide des vins Robert Parker Wine Advocate, puis à 100 % en 2019. 
À l’automne 2018, Michelin annonce l’achat de Tablet Hotels, l’expert hôtelier spécialisé dans la sélection et la recommandation de boutique-hôtels et hôtels de charme.